# 楊毓健
楊毓健（？—？），字力人，號乾齋，湖北長陽人，清朝政治人物，貢生出身。

## 生平
楊毓健於康熙六十一年（1722年）接替孫魯，於台灣擔任台灣府海防補盜同知。品等為正五品的該官職隸屬於台灣府主管船政治安業務，相當於副知府。同年，他亦短暫攝理鳳山縣知縣。當時朱一貴起義剛被鎮壓，楊毓健修蓮潭水利躬親勸稼，雍正元年（1723年）回任臺防，去職時舉人謝希元等士民九十八人為立「楊邑侯去思碑」於鳳山天后宮右壁，當年十二月卸任。

### 楊邑侯去思碑
楊邑侯去思碑今保存於高雄市左營區興隆淨寺，原立於天后宮右壁，高六尺三寸，寬二尺六寸，正書二十四行，行四十九字。
碑文
公諱毓健，號力人，湖廣徐州府長陽縣人。以名卿貴冑樹幟膠庠，仕秦、閩間，並著異績，膺臺薦以郡剌史簡用。當臺郡需才，總制滿公復請天子借為臺司馬，捕奸剔弊，商民大蘇。壬寅秋，來攝鳳篆。鳳遭災焚之餘，百姓彫敝。公下車即訪疾苦，貸倉榖，修蓮潭水利；凡諸徭役，悉從減省。設紙皁，立銅鑼，以來掾胥；修樓櫓，崇祠典，皆出宦橐。又念哀鴻甫集，躬親勸稼，持酒餅以相慰；勞力不足者，給種予之。由是，田野大治。間復勤於聽斷，幾無留牘。公餘之暇，詔士子以文行，修義塾，倡示來學，請廣本籍取額，以厚風俗，皆淬勵為之，絕不以代庖有所寬假。計公治鳳將及一年，其所設皆數百年大經大猷，足為保鳳良規，非同小惠要譽當世。蓋常凜承家訓，期以清白報天子，隨在而著其忠厚愛民之實。時當苦旱，步禱獲龍蛇之祥，洵異事也。茲當還郡，士民念公不置。夫人平居得一衣飯，沾沾不忘，溯其由來，忘其姓氏焉。公貽我罔極，繄我父母，顧無片石志不朽，重貽父老羞。然不博求名鉅傾胸而數數書者，文言之何如。質言之，斯則吾邑人以撲待公意也。謹相與拜手稽首而勒諸珉。 雍正元年桂月日立石
| 前任： 孫魯 | 台灣府海防補盜同知 1722年上任 | 繼任： 王作梅 |